# The Sims 3 Complete Collection
The Sims 3 Complete Collection en pakke som indeholdt:
- The Sims 3
- en europæisk sportsvogn i spillet
- tema musik fra sims 3
- en guide med tips og tricks til spillet
- en USB-sims 3 diamant formet nøglering

## Pris
Pakken kostede 70 dollars eller 500 kroner.

## til salg
Pakken kunne forudbestilles da man kunne forudbestille the sims 3 juni 2010.

## udgaver
Der kom også en The Sims 3 Holiday Collector's Edition som indeholdte pakken + nye jule højtids objekter og en sløjfe på indpakningen.